# Indische armada

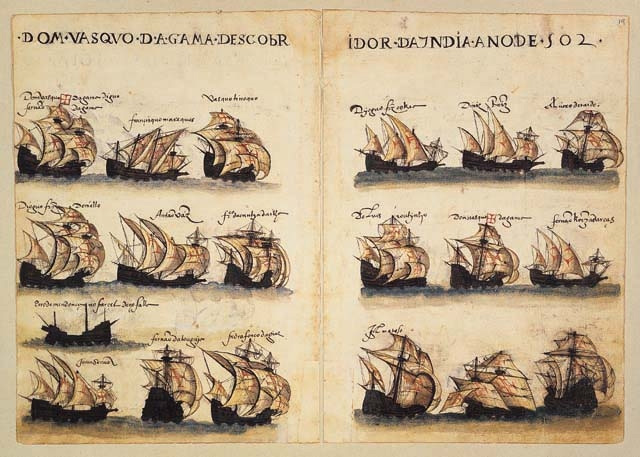
De armada uit 1502, afgebeeld in Livre de Lisuarte de Abreu (1565)

De Indische armada (Portugees: Armada da India) was de Portugese vloot die jaarlijks naar India vertrok via de Carreira da Índia. De meeste armada's gingen naar Goa.
Bartolomeu Dias had in 1488 de Kaaproute gevonden door als eerste Europeaan Kaap de Goede Hoop te ronden. De ontdekking van de zeeroute naar India werd in 1498 voltooid door Vasco da Gama toen hij India bereikte. Deze eerste armada bestond naast de São Gabriel van Vasco da Gama als vlaggenschip uit de São Rafael, ook een kraak, de Bérrio, een karveel, en de São Miguel, een bevoorradingsschip.
De tweede armada vertrok in 1500 en was met 13 schepen aanmerkelijk groter. Onder leiding van Pedro Álvares Cabral werd Brazilië ontdekt. Vanaf dan vertrok elk jaar een armada richting India, meestal tussen februari en maart.
Hoewel deze koopvaardijvloten bewapend waren, liet Emanuel I van Portugal de Portugese marine in 1520 drie vloten uitrusten ter bescherming. De Armada das Ilhas had als werkgebied de Azoren, terwijl de Armada da Costa het kustgebied beschermde en de Esquadra do Estreito de Straat van Gibraltar.